# Київський медіахолдинг
«Ки́ївський ме́діа-хо́лдинг» — умовне об'єднання засобів масової інформації з метою ефективного інформування киян про події. Холдинг було створено у 2007 році у Києві рішенням Київської міської ради від 14 червня 2007 року. Холдинг неформально існував протягом періоду діяльності радника Київського міського голови Казбека Бектурсунова.

## Історія
- 16 квітня 2007 року — Газета «Українська столиця» змінила дизайн, час виходу, а також збільшила заявлений наклад з 3 тис. до 7 тис. примірників[2]
- 14 червня 2007 року — Київська міська рада ухвалила рішення про створення ЗАТ «Київський медіа-холдинг»
- 24 жовтня 2007 року — головним редактором газети «Хрещатик» призначено Дениса Жарких[3]
- 26 жовтня 2007 року — Київський медіа-холдинг став Генеральним медіа-партнером «Кіноринку „Молодість“»[4]
- 5 березня 2008 року — Газета «Українська столиця» випустила ювілейний 100-й номер[5]
- 24 квітня 2008 року — На телеканалі «Київ» відбувся дебют ток-шоу «Четверта влада» з ведучим Дмитром Корчинським
- 24 квітня 2008 року — На Радіо «Київ 98FM» стартував соціальний проект «У центрі уваги»
- 21 червня 2008 року — Радіо «Київ 98FM» оголосило про відмову від реклами в ранковому ефірі
- 6 червня 2008 року — У тижневику «Українська столиця» з'явилася рубрика «Клубне життя Києва»[6]
- 7 липня 2008 року — Телеканал «Київ» запустив програму про дитячі книжки під назвою «Мульти-буки»,
- 8 липня 2008 року — Київський медіа-холдинг висвітлив перший з двох фестивалів, спрямованих на підтримку дітей з виправно-трудових колоній Кременчука та Прилук
- 10 липня 2008 року — керівником Дирекції маркетингу телеканалу «Київ» призначено Михайла Слісаренка
- 20 лютого 2009 року — журнал ТОП 10 став двотижневиком. Головним редактором журналу публічно став ідеолог журналу та радник Київського міського голови Казбек Бектурсунов[7]
- 12 березня 2009 року — відділ зовнішніх комунікацій Київського медіа-холдингу очолив головний редактор газети «Українська столиця» Петро Щербина[8]
- 27 липня 2009 року — Генеральний директор ТРК «Київ» Дмитро Джангіров виграв етап шахового фестивалю «Великий шовковий шлях — 2009»[9]
- 29 травня 2010 року — запуск сайту журналу ТОП 10 за адресою www.top10.ua
- 29-30 травня 2010 року — журнал ТОП 10 спільно з галереєю «Лавра» організували та провели 2-й Фестиваль міської культури «ilovekiev»[10]

## Друковані видання
Хрещатик  — офіційне видання Київської міської ради, виходило 5 разів на тиждень накладом 80 тис. Головний редактор Денис Жарких, інтернет-версія — kreschatic.kiev.ua [Архівовано 31 Травня 2010 у Wayback Machine.].
Вечірній Київ  — щоденна столична газета, що виходила 5 разів на тиждень.
«Українська столиця»  — щотижнева столична газета, виходила щоп'ятниці накладо 1000. Головний редактор Петро Щербина, інтернет-версія — stolytsya.kiev.ua [Архівовано 8 Грудня 2009 у Wayback Machine.].

## Інтернет-проекти
www.top10.ua — сайт журналу ТОП 10: анонси подій культурного життя столиц, тенденції fashion-індустрії, нічного життя, музики, театру, арту, шопінгу, краси, книг та туризму. Новини культурного життя столиці, розклад подій.
wwww.fashionweek.kiev.ua — сайт телепрограми «Тиждень моди з Дар'єю Шаповаловою»: новини fashion-індустрії, інтерв'ю, огляди колекцій та трендів сезонів.

## Контакти
Київський медіа-холдинг: Україна, м. Київ, вул. Володимирська, 51-б.

## Зноски
1. ↑  Архівована копія. Архів оригіналу за 18 Травня 2008. Процитовано 14 Червня 2010.{{cite web}}:  Обслуговування CS1: Сторінки з текстом «archived copy» як значення параметру title (посилання)
2. ↑  http://www.mediabusiness.com.ua/content/view/7466/lang [Архівовано 10 березня 2016 у Wayback Machine.], ru/
3. ↑  Архівована копія. Архів оригіналу за 8 Березня 2008. Процитовано 14 Червня 2010.{{cite web}}:  Обслуговування CS1: Сторінки з текстом «archived copy» як значення параметру title (посилання)
4. ↑  http://mmr.net.ua/news/newsid/5406/%5Bнедоступне+посилання+з+липня+2019%5D
5. ↑  http://telekritika.ua/news/2007-09-21/33994?theme_page=340&%5Bнедоступне+посилання+з+липня+2019%5D
6. ↑  Архівована копія. Архів оригіналу за 15 червня 2008. Процитовано 15 червня 2010.{{cite web}}:  Обслуговування CS1: Сторінки з текстом «archived copy» як значення параметру title (посилання)
7. ↑  Архівована копія. Архів оригіналу за 18 квітня 2009. Процитовано 14 червня 2010.{{cite web}}:  Обслуговування CS1: Сторінки з текстом «archived copy» як значення параметру title (посилання)
8. ↑  Архівована копія. Архів оригіналу за 14 березня 2009. Процитовано 14 червня 2010.{{cite web}}:  Обслуговування CS1: Сторінки з текстом «archived copy» як значення параметру title (посилання)
9. ↑  http://sportanalytic.com/?category=others-novyny&altname=hendirektor_trk_kiiv_dmitro_dzhangirov_vigrav_etap_shahovogo_festivalyu_velikii_shovkovii_shlyah_2009
10. ↑  Архівована копія. Архів оригіналу за 24 травня 2010. Процитовано 14 червня 2010.{{cite web}}:  Обслуговування CS1: Сторінки з текстом «archived copy» як значення параметру title (посилання)